# Oklahoma City Thunder
Oklahoma City Thunder este un club de baschet profesionist cu sediul în Oklahoma City, Oklahoma. Ei joacă în Divizia Nord-vest a Conferinței de Vest în National Basketball Association (NBA). Meciurile de acasă le joacă la Chesapeake Energy Arena.